# Kenny Drew
Kenneth Sidney „Kenny“ Drew (28. srpna 1928, New York City, New York, USA – 4. srpna 1993, Kodaň, Dánsko) byl americký jazzový pianista. Spolupracoval například s Colemaem Hawkinsem. Jeho syn Kenny Drew je též jazzový pianista.